# The Sustainable City
 (avril 2019).
Si vous disposez d'ouvrages ou d'articles de référence ou si vous connaissez des sites web de qualité traitant du thème abordé ici, merci de compléter l'article en donnant les références utiles à sa vérifiabilité et en les liant à la section « Notes et références ».
 (avril 2019).
The Sustainable City (en français : Ville durable) est un projet immobilier de 46 hectares situé à Dubaï, aux Émirats arabes unis. Sa construction a débuté en 2013 et s'est terminée en 2018. Situé sur la route Al Qudra, il s'agit du premier développement à consommation énergétique nette zéro dans l'émirat de Dubaï. Le projet comprend 500 villas, 89 appartements ainsi qu'une zone polyvalente comprenant des bureaux, des commerces de détail, des établissements de santé, une crèche et des restaurants. La deuxième phase de son développement comprendra un hôtel, une école et un centre d'innovation.

## Développement
Le projet a été développé par la compagnie dubaïote Diamond Developers. Son chef exécutif, Faris Saeed, a déclaré avoir été grandement inspiré pour sa conception par le West Village de l'université de Californie à Davis. 

## Caractéristiques
La communauté comprend un quartier résidentiel de 500 maisons de ville et villas donnant sur une cour inspiré du vieux quartier de Bastakiya à Dubaï. Des pistes cyclables et de jogging ombragées la parcourent, ce qui permet de faire du sport sans étouffer de chaleur. Il y existe aussi un centre équestre. Une zone tampon d'arbres parcourt son périmètre et offre ainsi un air plus pur à la communauté. 

### Services
Le village contient des cliniques pour les soins de santé ainsi qu'une banque, une mosquée et un marché de type souk traditionnel.

### Voitures
Hormis les routes périphériques et les aires de stationnement, le site est sans voitures. Des bornes de recharge pour les voitures électriques y sont installées afin d'encourager ce mode de transport. Pour les déplacements courts, les habitants privilégient les voiturettes.

### Production de nourriture locale
11 serres « biodômes » naturelles, fermes biologiques et jardins individuels produisent la nourriture locale. Ces fermes fonctionnent avec une méthode de refroidissement passif utilisant des ventilateurs et des tampons.

### Production d'électricité
Les zones de stationnement sont surmontées de panneaux solaires qui protègent ainsi les voitures tout en fournissant de l'énergie à différentes parties de la ville. Des panneaux solaires sont également placés sur les toits de toutes les maisons pour profiter du soleil chaud de la région afin de produire une énergie propre et faire de l'ombrage par-dessus les terrasses. Une puissance solaire maximale de 10 MW est atteignable grâce à ces mesures, ce qui fait que la communauté est alimenté en énergie renouvelable. Les maisons de ville ont une peinture réfléchissant les rayons UV pour réduire le gain de chaleur thermique à l'intérieur des maisons et ainsi limiter leur température.   

### Recyclage
Les déchets de construction sont réutilisés en tant que mobilier urbain dans les espaces publics. Un système de recyclage des eaux usées, avec un drainage séparé des eaux grises et des eaux noires, et utilisant du papyrus comme biofiltre permet de réduire les déchets qui y sont reliés.

## Éducation et tourisme
Il est prévu d'y construire une école bâtie selon des principes naturels pour accueillir des élèves de la maternelle à la sixième année ainsi qu'un centre de recherche sur le développement durable. Pour y stimuler le tourisme, il est aussi prévu d'y construire un planétarium ainsi qu'un amphithéâtre, en plus d'un hôtel de luxe durable,.